# Bryodelphax brevidentatus
Bryodelphax brevidentatus är en djurart som tillhör fylumet trögkrypare, och som beskrevs av Kaczmarek, Michalczyk och Degma 2005. Bryodelphax brevidentatus ingår i släktet Bryodelphax och familjen Echiniscidae. Inga underarter finns listade i Catalogue of Life.